# Eubranchus rustyus
Eubranchus rustyus är en snäckart som först beskrevs av Er. Marcus 1961.  Eubranchus rustyus ingår i släktet Eubranchus och familjen Eubranchidae. Inga underarter finns listade i Catalogue of Life.